# 群馬テレサービス
群馬テレサービス（ぐんまテレサービス）は、かつて1980年代後半から1990年代にかけて群馬県をサービスエリアに、テレメッセージグループの一員としてポケットベルなどの事業を行っていた企業。

## 概要
当時はテレメの通称で知られ、1990年代中盤の爆発的なポケベル人気の中でNTTドコモと並んで加入者を急増させたが、その後ポケベル人気の中核をなしていた高校生から20代前半の若者らが携帯電話やPHSに急速に移行したことから基地局などの通信設備が過剰となり、その減価償却などに苦しむこととなった。

## 沿革
- 代表取締役社長　江原　満

- 1986年12月16日 設立
- 1988年
  - 6月27日 第一種電気通信事業許可[1]
  - 11月1日 開業[1][2]
- 2001年3月29日 解散を臨時株主総会で決議[3]

## 通信端末
詳細はテレメッセージ内の通信端末を参照のこと。

## 宣伝活動など

### イメージキャラクター
- 遠山景織子